# Engelberg

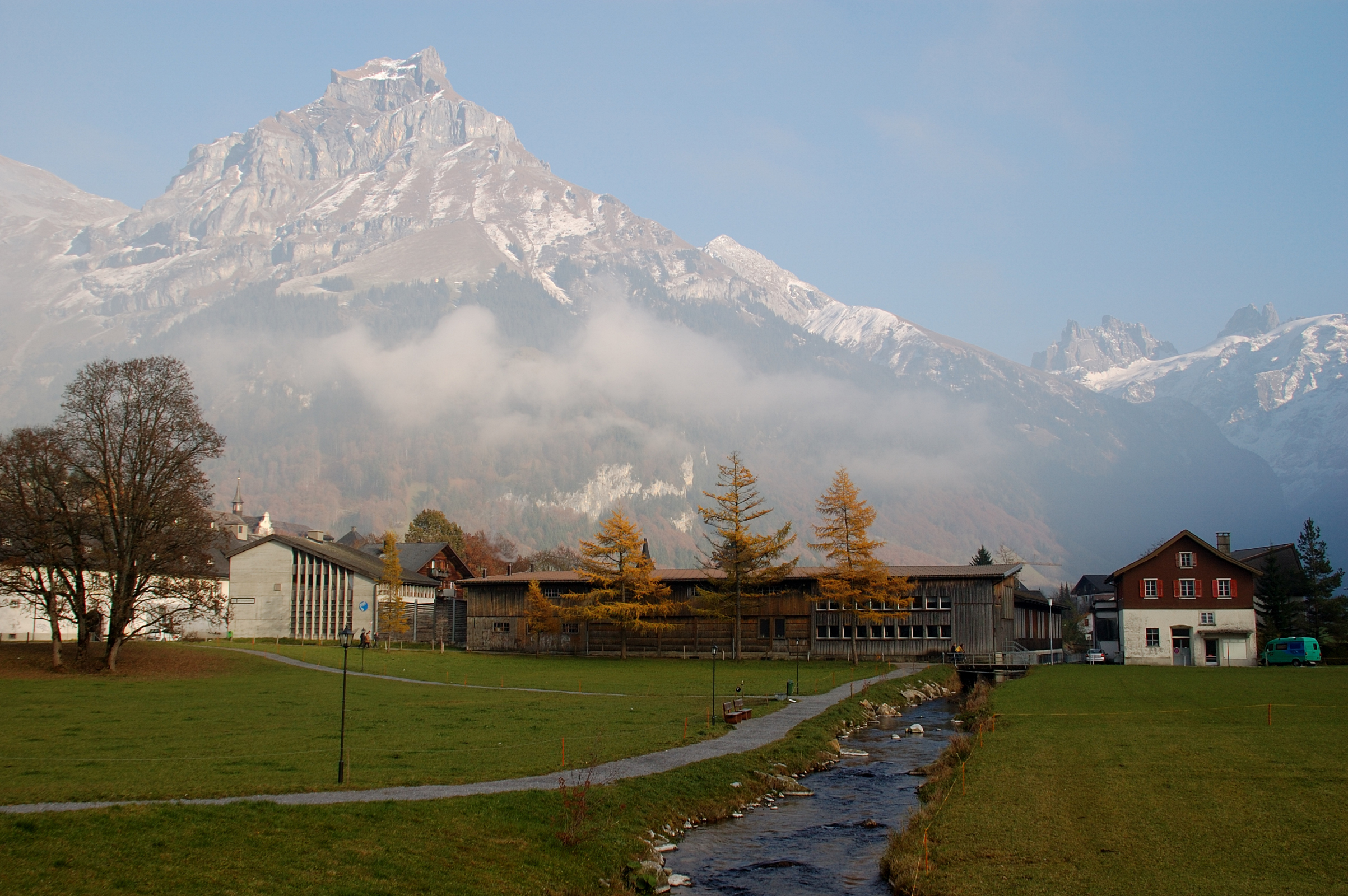
Engelberg

Engelberg este un oraș în Elveția.